# Caroline Racicot

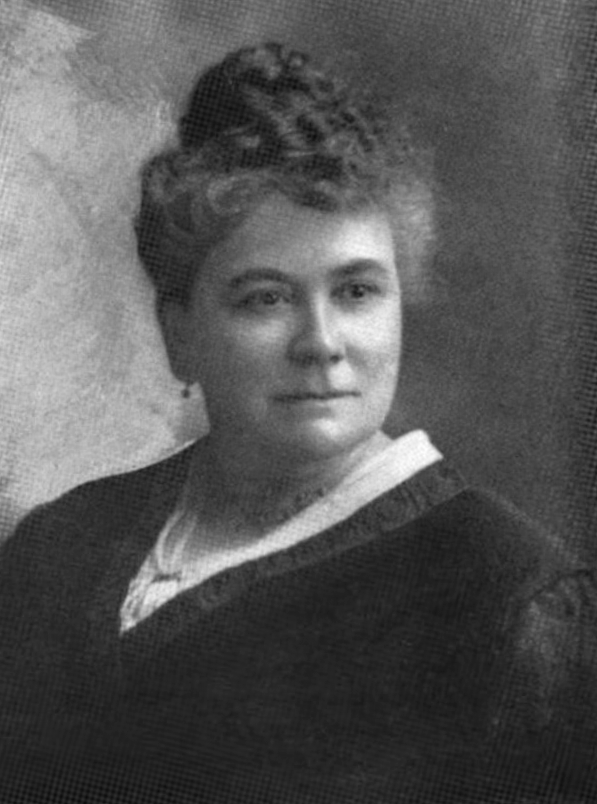

Caroline Racicot (* 3. Februar 1862, 1864 oder 1872 in Montreal; † 17. Dezember 1950 in Montreal) war eine kanadische Musikpädagogin.

## Leben
Racicot hatte den ersten Musikunterricht zwischen 1877 und 1885 bei den Schwestern der Congrégation de Notre-Dame in Pointe-aux-Trembles. Sie war dann Schülerin von Marguerite Sym und Arthur Letondal, hatte Gesangsunterricht bei Guillaume Couture, Orgelunterricht bei Romain-Octave Pelletier und Klavierunterricht bei William Bohrer am Dominion College of Music. Ab 1894 unterrichtete sie Klavier im Konvent von Pointe-aux-Trembles und am Collège de Boucherville.
1910 gründete sie in Montreal das Conservatoire Racicot, dessen Leitung sie übernahm. 1917 wurde das Konservatorium an das Institut Lanctôt angeschlossen. Ende der 1920er Jahre unterrichteten hier neben Racicot u. a. Joseph-Jean Goulet (Geige und Solfège), Alfred Lamoureux (Gesang, Harmonielehre und Solfège), Oscar Arnold (Blasinstrumente), Ernest Langlois, Alexis Contant, Alfred Masino und Rose McMillan. Mit Joseph-Jean Goulet und Gustave Labelle gründete sie 1921 unter der Patronage von Francis Casadesus und der Countess of Minto die  École de musique de Montréal (ab 1923 Collège de musique de Montréal). Hier unterrichteten u. a. Émile Taranto und Paul Dufault, und die Orchesterklasse leitete Jean-Josaphat Gagnier. Zu den Absolventen von Racicots Musikschulen zählen u. a. der Organist Antonio Létourneau und der Komponist Gabriel Cusson.
Nach Racicot wurde 1986 in Québec die Rue Caroline-Racicot benannt.